# Tomás Fernando Flores
Tomás Fernando Flores (Puertollano, Ciudad Real) es un periodista y crítico musical español.
Desde 2012 es el director de la cadena pública española de radio musical Radio 3.Donde ha impulsado proyectos como Radio 3 Extra y multiplicado la presencia de la emisora en instituciones culturales, festivales y ciudades.

## Biografía
Licenciado en Ciencias de la Información por la Universidad Complutense de Madrid. Comenzó en la radio a finales de la década de 1970, en Radio Popular de Puertollano. En 1982 se incorporó a la plantilla de Radio Nacional de España, donde ha participando en programas como Zona Reservada, Alta Impedancia, Diario Pop o Arrebato. Entre 1996 y 2021 estuvo al frente del programa Siglo 21, que se emitía de lunes a sábado de 12:00 a 13:00 horas. También firma la saga de compilaciones homónima editadas por la emisora pública. En ellas se recogen algunos de los mejores temas emitidos en su programa cada temporada. Ya ha editado siete volúmenes, entre 1997 y el 2007.
Además de su intervención en Radio 3, se ha ocupado de la información musical en Radio 1 y en Radio 5. También ha presentado programas, conciertos y festivales en Televisión Española, donde ha dirigido programas como Planeta Rock o Fuera de Serie, y ha sido comentarista del Festival de la Canción de Eurovisión en 1989 y 1991. Colabora con el diario El Mundo desde su fundación y ha escrito para publicaciones musicales especializadas como Popular 1 o Rockdelux, y ha sido director del Anuario Musical de Discoplay. También ha sido asesor de La Casa Encendida de Madrid y de otros organismos y centros culturales, donde ha ejercido de comisario y/o conferenciante.
El 19 de julio de 2012 asume el cargo de director de la cadena, Radio 3.
En la actualidad compagina su labor periodística con la pedagógica. Es profesor del máster de Radio de la Universidad Complutense de Madrid, donde imparte las asignaturas de "Nuevos Formatos del Medio" e “Industrias Culturales”.
El 16 de noviembre de 2013 fue galardonado con la Antena de Oro, por la Federación de Asociaciones de Radio y Televisión de España. Entidad formada por los profesionales de los medios audiovisuales de todo el país.
El 15 de noviembre de 2014 fue reconocido con el premio Pop-Eye como periodista del año en una ceremonia en el Gran Teatro de Cáceres.
En julio de 2018 fue propuesto para presidir Radio Televisión Española por el PSOE
En octubre de 2018 fue galardonado con el Premio Ondas por su trayectoria profesional.
En mayo de 2022 fue nombrado Hijo Predilecto de Castilla-La Mancha por su dedicación, vocación e innovación en el mundo de la radio.
En abril de 2024 fue reconocido por su labor de divulgación cultural y su apoyo a los creadores con el premio ADEPI 2024, otorgado por la Asociación para el desarrollo de la propiedad intelectual creada por las entidades Egeda, Agedi, AIE, Aisge, Cedro, DAMA y SGAE.